# Daïras de la wilaya de Béjaïa
La wilaya de Béjaïa est composée de dix-neuf daïras (circonscriptions administratives), chacune comprenant plusieurs communes, pour un total de cinquante-deux communes.

## Liste de daïras

Daïras de la wilaya de Béjaïa :
1. Adekar
2. Akbou
3. Amizour
4. Aokas
5. Barbacha
6. Béjaïa
7. Beni Maouche
8. Chemini
9. Darguina
10. El Kseur
11. Ighil Ali
12. Kherrata
13. Ouzellaguen
14. Seddouk
15. Sidi-Aïch
16. Souk El Ténine
17. Tazmalt
18. Tichy
19. Timezrit

| Daïra          | Nombre de communes | Communes                                        | Superficie (km²) | Population (hab.) |
| -------------- | ------------------ | ----------------------------------------------- | ---------------- | ----------------- |
| Adekar         | 3                  | Adekar, Taourirt Ighil, Beni Ksila              | 363,10           | 24 105            |
| Akbou          | 4                  | Akbou, Chellata, Ighram, Tamokra                | 212,29           | 78 454            |
| Amizour        | 4                  | Amizour, Beni Djellil, Semaoun, Ferraoun        | 212,88           | 74 455            |
| Aokas          | 2                  | Aokas, Tizi N'Berber                            | 80,63            | 28 613            |
| Barbacha       | 2                  | Barbacha, Kendira                               | 129,33           | 22 265            |
| Béjaïa         | 2                  | Béjaïa, Oued Ghir                               | 168,15           | 197 333           |
| Beni Maouche   | 1                  | Beni Maouche                                    | 94,86            | 13 412            |
| Chemini        | 4                  | Chemini, Tibane, Souk-Oufella, Akfadou          | 100,27           | 36 766            |
| Darguina       | 3                  | Darguina, Aït-Smail, Taskriout                  | 140,67           | 32 582            |
| El Kseur       | 3                  | El Kseur, Fenaïa Ilmaten, Toudja                | 306,40           | 49 496            |
| Ighil Ali      | 2                  | Ighil Ali, Aït-R'zine                           | 269,93           | 24 089            |
| Kherrata       | 2                  | Kherrata, Draâ El-Kaïd                          | 217,85           | 81 265            |
| Ouzellaguen    | 1                  | Ouzellaguen                                     | 61,40            | 22 719            |
| Seddouk        | 4                  | Amalou, M'cisna, Bouhamza, Seddouk              | 268,54           | 64 298            |
| Sidi-Aïch      | 5                  | Sidi-Aïch, Leflaye, Tinabdher, Tifra, Sidi Ayad | 81,69            | 39 839            |
| Souk El-Ténine | 3                  | Melbou, Souk El Ténine, Tamridjet               | 127,02           | 33 854            |
| Tazmalt        | 3                  | Tazmalt, Beni Mellikeche, Boudjellil            | 176,29           | 48 874            |
| Tichy          | 3                  | Boukhelifa, Tichy, Tala Hamza                   | 211,87           | 36 987            |
| Timezrit       | 1                  | Timezrit                                        | 38,09            | 25 853            |